# Осинки (Лискинский район)
Осинки — хутор в Лискинском районе Воронежской области.
Входит в состав Старохворостанского сельского поселения.

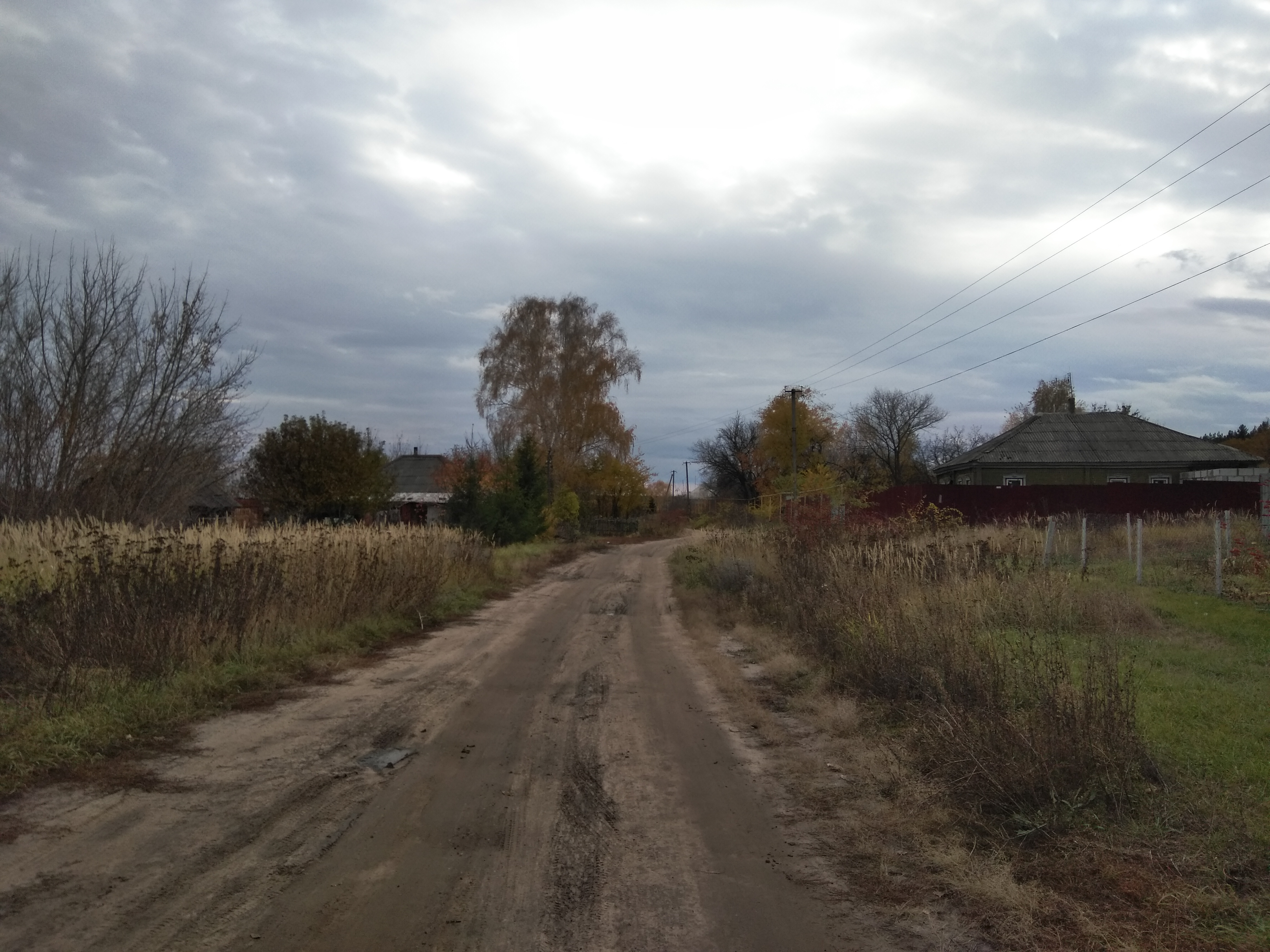
Хутор Осинки

Численность населения на 1 января 2011 года — 21 человек.

## География
Расстояние до центра сельского поселения — 12 км.